# 사티리콘

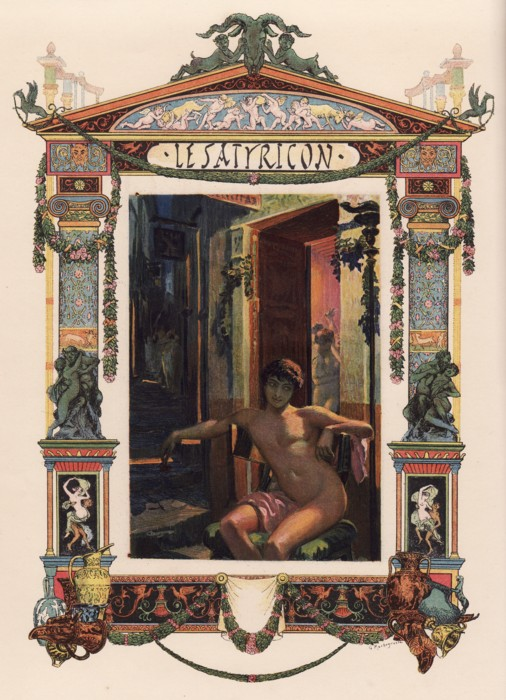

《사티리콘》(라틴어: Satyricon)은 페트로니우스가 쓴 것으로 전해지는 장편소설이다. 세 명의 청년이 로마 제국을 유랑하면서 겪은 일이 주된 내용이나 현재 소설의 극히 일부만이 남아있어서 정확한 줄거리를 알기는 힘들다. 로마 제국 시대에 쓰인 소설 중 가장 오래된 소설이며 피카레스크 소설의 원형으로도 평가받고 있다.